# Chaetosphaerulina bambusicola
Chaetosphaerulina bambusicola är en svampart som först beskrevs av Sivan. & N.D. Sharma, och fick sitt nu gällande namn av J.L. Crane, Shearer & M.E. Barr 1998. Chaetosphaerulina bambusicola ingår i släktet Chaetosphaerulina och familjen Tubeufiaceae.   Inga underarter finns listade i Catalogue of Life.